# Parzhami Szent Konrád
Parzhami Szent Konrád (Parzham, 1818. december 22. – Altötting, 1894. április 21.) szentté avatott kapucinus szerzetestestvér.

## Fiatalkora
Már gyermekként vonzódott Istenhez: legkedvesebb az volt számára, ha imádkozhatott. Iskolába menet a rózsafüzért imádkozta, és más gyerekeket is meg tudott nyerni ennek. "A jó Isten nem hagy el engem; fenntartott egy helyet a számomra" - vigasztalta magát Johannes Birndorfer parasztfiú, a későbbi Konrád testvér, amikor egy kolostorba való felvételi kérelmére ismételten elutasító választ kapott.

## Ragaszkodása az Oltáriszentséghez
Gyermekkorában vasárnapja teljesen Istené volt. Hogy egy második misén is részt vehessen, már hajnalban útra kelt Griesbachba a korai misére, a másodikat a wengi plébániatemplomban ünnepelte, vecsernyére pedig gyakran Birnbachba ment, s ott még két órát imádságban töltött a szentségház előtt. Hogy eközben négy- vagy ötórás utat is meg kellett tennie, nem számított nála.
Az öt óra járásnyira lévő Aigenben egy zarándoklata alkalmával huszonkét éves korában ismerte meg lelkivezetőjét, Dullinger Beneficiat atyát. Hetente vagy kéthetente megtette a hozzá vezető utat, hogy gyónjon, részt vegyen a szentmisén, áldozzon és jó tanácsot kérjen. Már éjjel egy órakor felkelt, szakadó eső, nagy hó vagy jeges út sem gátolta. Tízórás gyaloglása közben állandóan imádkozott. Amikor késő délután hazaérkezett, még éhgyomorral volt. Egy rövid felfrissülés után visszavonult kis szobájába, hogy imádkozzék vagy egy lelki könyvet vegyen a kezébe. Aigeni útjaihoz kilenc évig, kolostorba lépéséig ragaszkodott.

## Szerzetesi élete
Lelkivezetőjének, Dullinger Beneficiatnak támogatásával 30 évesen felvették a kapucinus szerzetesek közé. Az Eucharisztia titka volt jámborságának középpontja és forrása. Már hétévesen a szentáldozáshoz járulhatott. Ahhoz a szándékához, hogy minden vasárnap áldozik, kolostorba lépéséig hű maradt, s ez nagy ritkaságnak számított akkoriban. A kolostorban nem elégedett meg azzal, hogy az akkori szokás szerint hetente három-négyszer járuljon csak az Úr asztalához. Szívének nagy tisztasága és rendkívüli vágya az Eucharisztia tápláléka után arra indították feljebbvalóit, hogy kivételt tegyenek vele. Hogy a feltűnést elkerüljék, ezeken a napokon a kolostori közösség felkeltét megelőzően, már fél ötkor a szentáldozáshoz járulhatott. Hálából ezért a kegyelemért, amelyben harminckilenc éven át részesült, Konrád már három órától kezdve a szentségház előtt térdelt. Negyven éven át látta el Konrád az altöttingi Szent Anna-kolostor kapusi szolgálatát. Nemcsak az imádságban való buzgósága, hanem a zarándokok, vándorok és szegények iránti szolgálatkészsége és áldozatos szeretete is fáradhatatlan volt. Minden szabad pillanatában az úgynevezett Elek-cellába, a kolostor lépcsője alatti sötét és szűk helyiségbe ment, ahonnan rá lehetett látni a tabernákulumra. Ha este elcsendesedett a porta élete, sok órát töltött el még itt az éjszakába nyúlóan. Szerzetességének első harminc éve alatt alvását két-három órára korlátozta.
A kolostor kapujánál végzett szolgálatát ekként dicsőítette Pacelli bíboros, németországi nuncius, a későbbi XII. Piusz pápa: ,,Isten szolgája egyben az emberek, rendtársai és a nép szolgája is lett. Az altöttingi kapus anélkül, hogy pap, teológus vagy igehirdető lett volna, a szeretet apostolává vált. Megszentelődésének útja persze érdes és kemény volt: a vezeklés útja, a kereszt szegénységének az útja. Konrádban, a hit, a hűséges kötelességteljesítés és keresztény felebaráti szeretet e hősében hiába keresitek más szentek csodálatos nagy tetteit, amelyekre ámulva figyel fel a világ. Meglátjátok azonban benne a szent remeték jámborsága mellett az erénynek azt a hősiességét, amely nem marad el a nagy szenteknek Krisztus Egyházában végzett tevékeny élete mögött."
Konrád 1894. április 21-én halt meg Altöttingben. 1930-ban boldoggá, 1934. május 20-án szentté avatták.